# Капелюшников, Матвей Алкунович
Матве́й Алку́нович Капелю́шников (13 сентября 1886 — 5 июля 1959) — советский учёный, специалист в области нефтяной и горной механики, добычи и переработки нефти. Член-корреспондент АН СССР с 1939 г. Изобретатель турбобура (1922). Автор трудов по крекингу нефти, повышению нефтеотдачи пластов.

## Биография
М. А. Капелюшников учился в железнодорожном училище в Елизаветполе. В 1914 году он окончил механический факультет Томского технологического института.

После окончания института М. А. Капелюшников переехал в Баку и начал свою трудовую деятельность конструктором технического отдела нефтепромышленной фирмы «Бакинское общество русской нефти» (БОРН). Там он проектировал традиционные в то время установки для роторного бурения, но уже задумывался о создании нового, забойного способа добычи нефти.

Могила Капелюшникова на Новодевичьем кладбище Москвы.

В 1915—1918 гг. М. А. Капелюшников работал конструктором буровых станков Бакинского нефтеперегонного завода К. В. Быховского, затем на заводе «Каспийского товарищества», в 1920—1922 гг. был членом коллегии управления нефтеперегонными заводами третьей группы треста «Азнефть» в Баку.
В 1923—1933 гг. М. А. Капелюшников работал заместителем начальника технического бюро объединения «Азнефть», в 1933—1936 гг. — директор Азербайджанского научно-исследовательского института нефти им. В. В. Куйбышева. В 1929—1931 гг. был в командировке в США, в 1931—1934 работал директором завода крекинга системы Шухова-Капелюшникова.
В 1937—1959 гг. М. А. Капелюшников — заведующий лабораторией физики нефтяного пласта Института нефти АН СССР (преобразованного в 1958 году в Институт геологии и разработки горючих ископаемых). Одновременно с 1945 года работал профессором кафедры бурения Московского нефтяного института им. И. М. Губкина.
Похоронен в Москве, на Новодевичьем кладбище.

## Научные и инженерные достижения

### Гидравлический турбобур
В 1922 году совместно с С. М. Волохом и Н. А. Корневым изобрёл турбобур — гидравлический забойный двигатель для бурения скважин. С «турбобура системы Капелюшникова» началась история турбинного бурения.
Предложенный способ бурения позволил вращать не все трубы в скважине, а только сам бурильный инструмент, что привело к значительной экономии энергии. Впоследствии этот способ бурения нефтяных и газовых скважин стал общепринятым.
Приоритет изобретения турбобура был признан в Великобритании (патент от 11 марта 1925 г.) и в СССР (патент от 31 августа 1925 г.). В 1924 турбобур был испытан в Сураханах.
Этот турбобур был выполнен на базе одноступенчатой турбины и многоярусного планетарного редуктора для уменьшения числа оборотов рабочего вала, связанного с долотом. Турбобуры такой конструкции применялись при бурении нефтяных скважин до 1934 года. Позже группа инженеров под руководством П. П. Шумилова создала многоступенчатый безредукторный турбобур, нашедший широкое применение.
Турбобур был показан на выставке в США, где работал на 60 % быстрее, чем традиционные в то время роторные установки, а энергии расходовал в 3 раза меньше.

### Установка крекинга нефти
В 1931 году по проекту М. А. Капелюшникова и В. Г. Шухова в Баку построен первый советский крекинг-завод. С 1931 по 1934 год М. А. Капелюшников работал директором этого завода.

### Теория и практика добычи нефти
В 1939 году М. А. Капелюшников совместно с инженером С. Л. Залкиным внедрил в производство пневматическое управление буровыми скважинами. В 1949 году в соавторстве с В. М. Фокеевым им было предложено нагнетание в пласт газа высокого давления для повышения нефтеотдачи. Кроме того М. А. Капелюшников разработал ряд аппаратов и механизмов, облегчающих и механизирующих бурение скважин (в том числе механизированную установку свечей), которые были внедрены на ряде промыслов.
Предложил оригинальную технологию выработки толуола непосредственно на нефтеперерабатывающих установках, давшую существенную экономию.
В 1952 установил факт растворения нефти в газе под значительным давлением, что даёт возможность объяснить условия миграции нефти и формирования её залежей.

## Награды и звания
- Заслуженный деятель науки и техники РСФСР (1947)
- Герой Труда Азербайджанской ССР
- 2 ордена Ленина
- Орден Отечественной войны 1-й степени (19.09.1946)
- 3 ордена Трудового Красного Знамени (…, ??.09.1930[4], 10.06.1945)
- медали

## Избранные сочинения
- Капелюшников М. А. О механизации и автоматизации буровых работ // Нефтяное хозяйство, 1945, № 7.
- Капелюшников М. А., Жузе Т. П., Закс С. Л. Физическое состояние нефти, газа и воды в условиях нефтяного пласта // Известия АН СССР. Отделение технических наук. — 1952. — №. 11.
- Капелюшников М. А. К вопросу о миграции и аккумуляции рассеянной нефти в осадочных горных породах // Доклады AН СССР. — 1954. — Т. 99. — №. 6. — С. 1077—1078.